# Meira (Galiza)

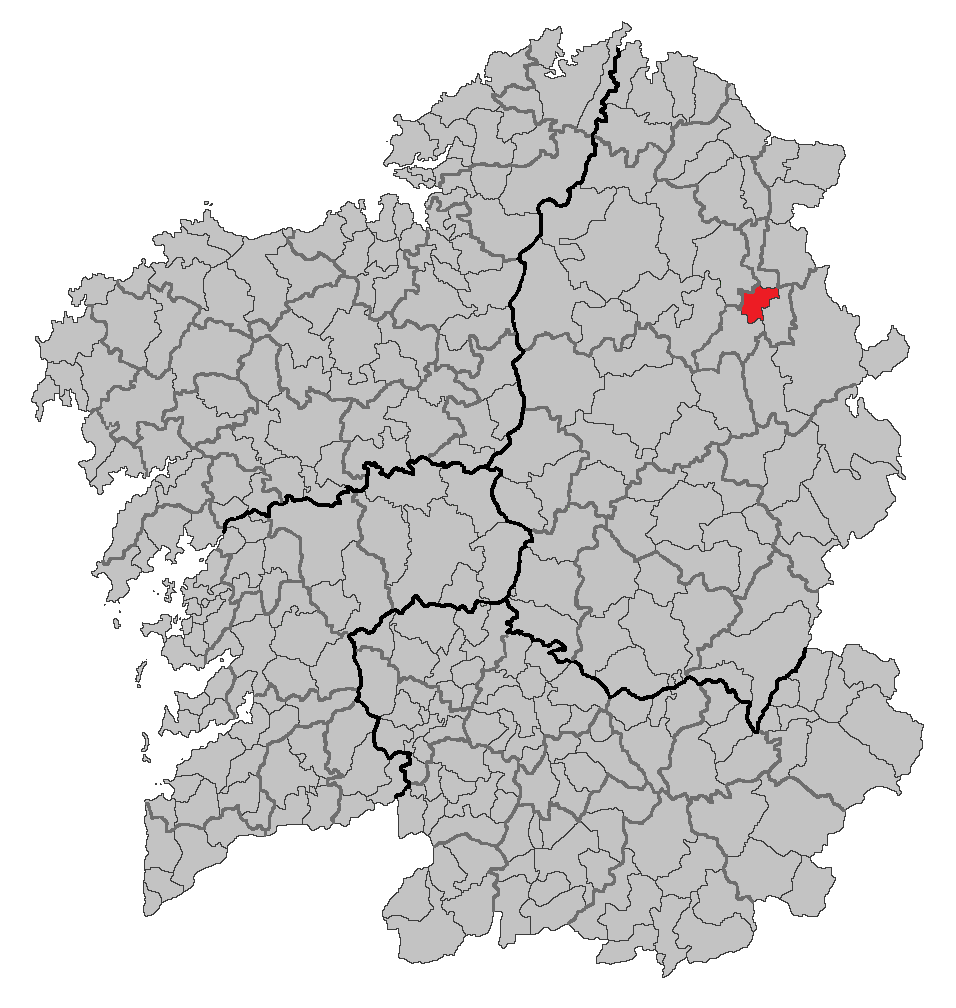
Localização de Meira (Espanha)

Meira é um município da Espanha na província de Lugo, comunidade autónoma da Galiza, de área 46,9 km² com população de 1795 habitantes (2007) e densidade populacional de 38,42 hab/km².

## Demografia
| Variação demográfica do município entre 1991 e 2004 | Variação demográfica do município entre 1991 e 2004 | Variação demográfica do município entre 1991 e 2004 | Variação demográfica do município entre 1991 e 2004 |
| --------------------------------------------------- | --------------------------------------------------- | --------------------------------------------------- | --------------------------------------------------- |
| 1991                                                | 1996                                                | 2001                                                | 2004                                                |
| 1874                                                | 1837                                                | 1798                                                | 1789                                                |